# خاویر مورالس
خاویر مورالس (انگلیسی: Javier Morales؛ زادهٔ ۱۰ ژانویهٔ ۱۹۸۰) بازیکن فوتبال اهل آرژانتین است.
از باشگاه‌هایی که در آن بازی کرده‌است می‌توان به باشگاه فوتبال نیولز اولد بویز، رئال سالت لیک، باشگاه فوتبال لانوس، و باشگاه فوتبال آرسنال ساراندی اشاره کرد.